# Incurvàrids
Els incurvàrids (Incurvariidae) són una família de lepidòpters heteronoeures de la superfamília dels adeloïdeus (Adeloidea). Inclou 11 gèneres i 51 espècies d'arnes primitives.
Moltes espècies són minadors de fulles i poc se sap de les plantes amfitriones, amb l'excepció de Paraclemensia acerifoliella.
Les espècies més familiars d'Europa són potser Incurvaria masculella i Phylloporia bistrigella. Les ales estretes es mantenen juntes al llarg del cos en repòs i algunes espècies tenen antenes molt llargues.